# クロンヌ駅
クロンヌ駅 (クロンヌえき、仏：Couronnes) は、フランス・パリの11区と20区の境にあるメトロ2号線 (地下鉄) の駅。

## 概要
クロンヌ駅は、パリの地下鉄メトロ2号線の駅。パリ東部の11区と20区の境にあり、ベルヴィル大通りにクロンヌ通りが交わる場所に位置している。
1903年1月31日、2号線の駅として開業した。駅名は、近くにあるクロンヌ通りにちなんで名付けられた。

## 歴史

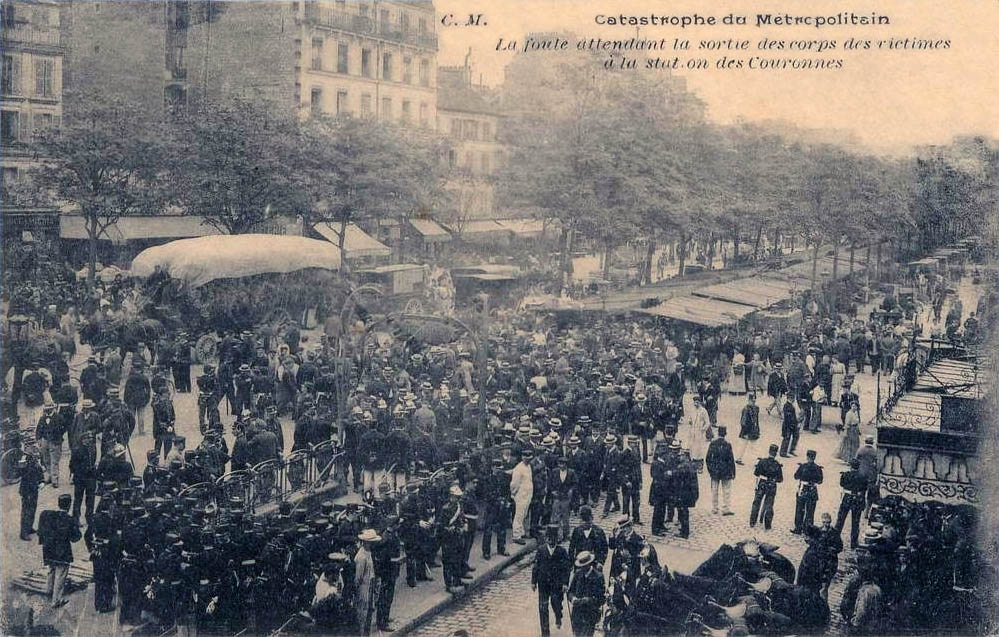
1903年のパリメトロ火災の時

- 1903年1月31日、メトロ2号線の駅として開業。
- 1903年8月10日、パリメトロ火災。クロンヌ駅で多数の犠牲者を出す。

## 駅構造
相対式ホーム2面2線を有する地下駅。

## 駅周辺
- ベルヴィル公園 （Parc de Belleville）

## ギャラリー

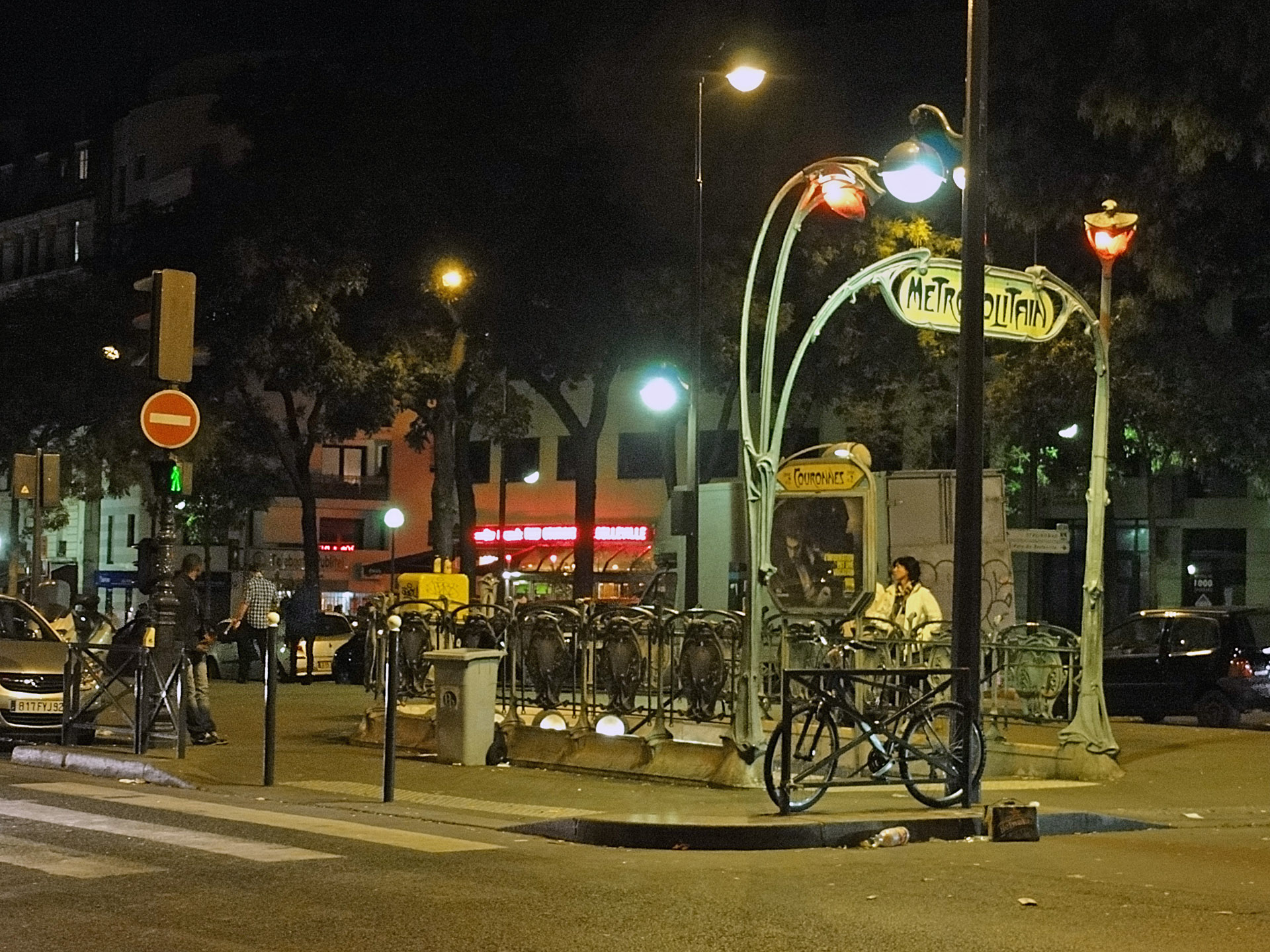
地上口はギマールによるデザイン
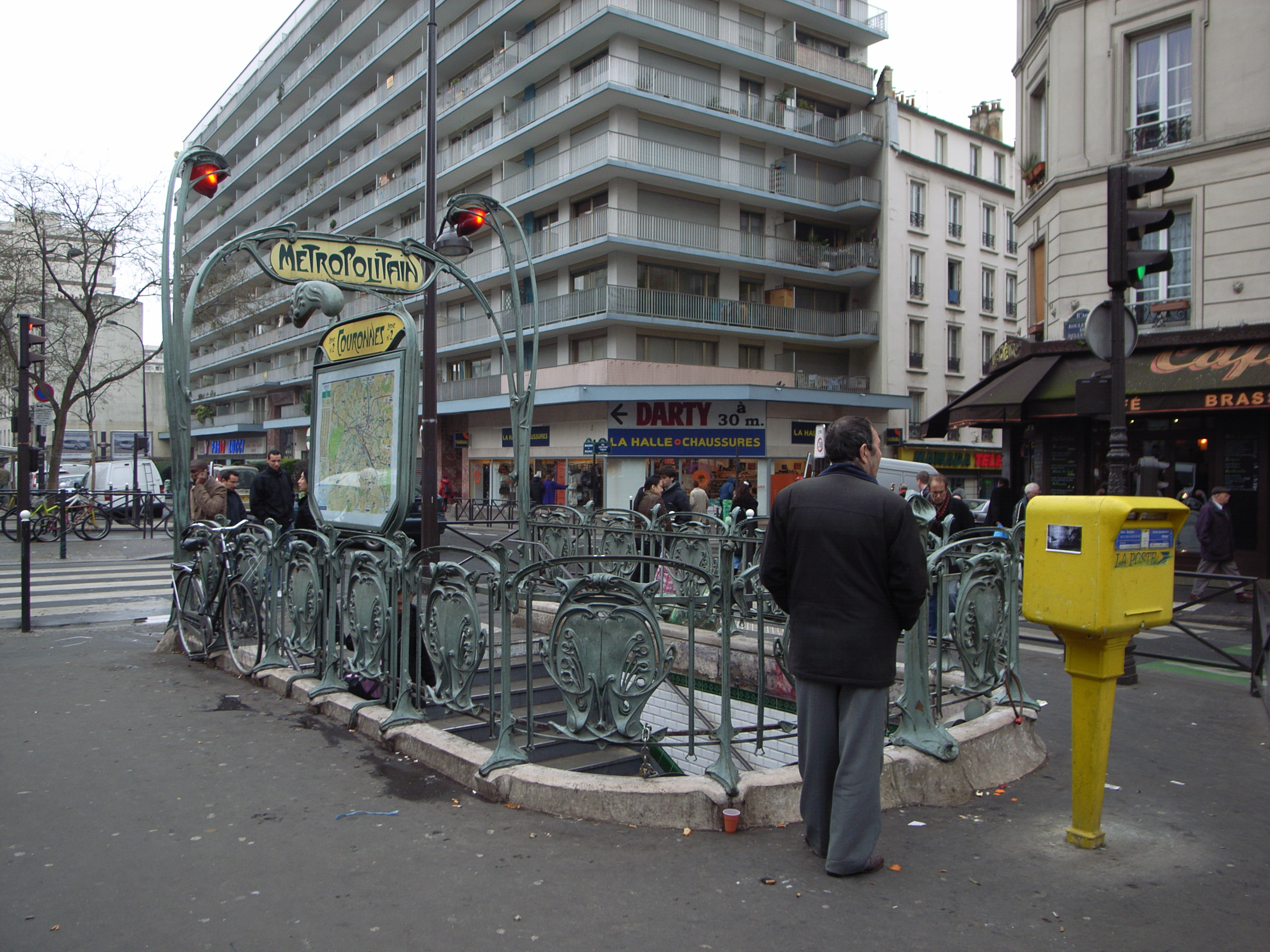
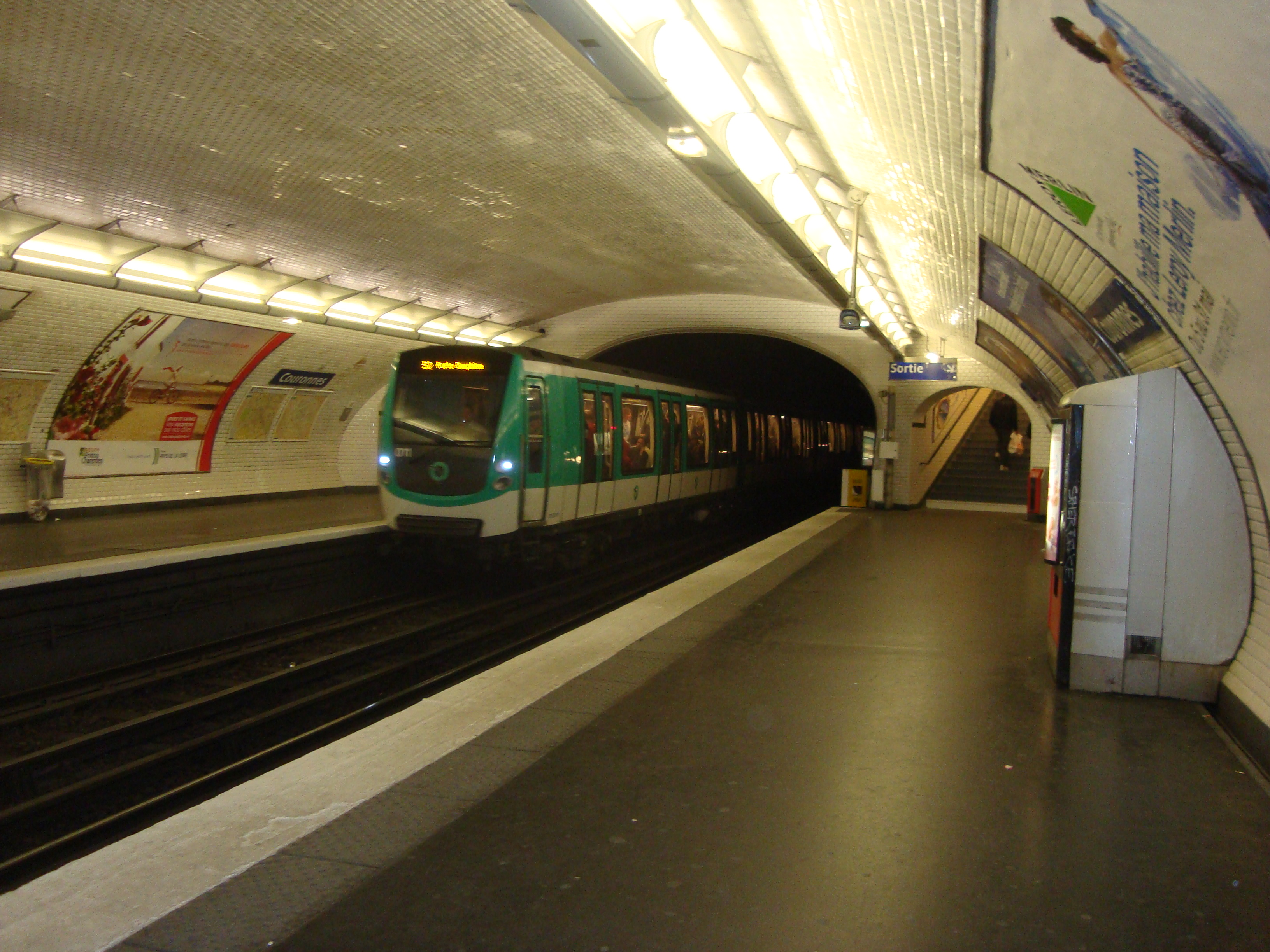
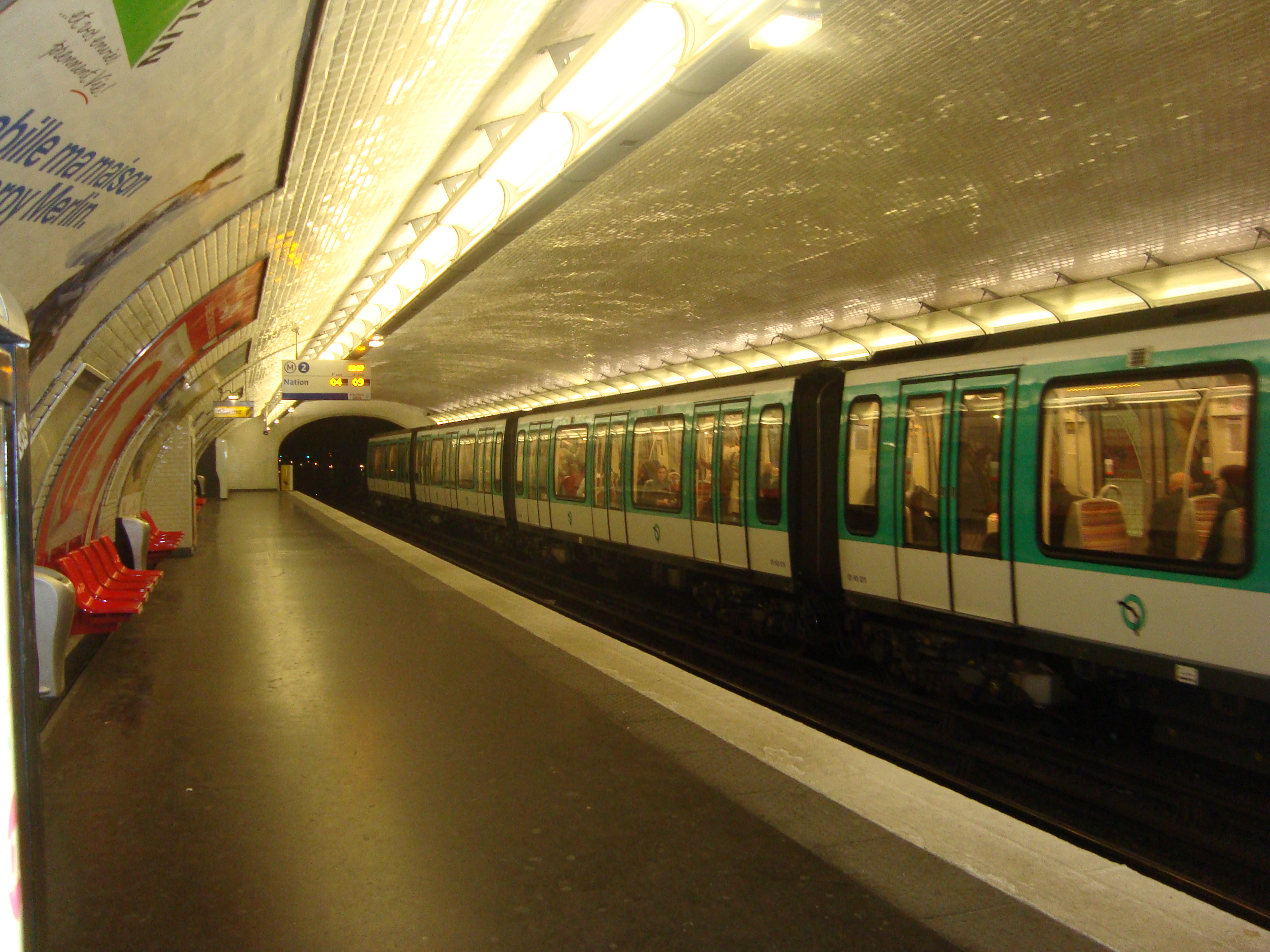

## 隣の駅
パリメトロ
■2号線
ベルヴィル駅 （Belleville） - クロンヌ駅 - メニルモンタン駅 （Ménilmontant）